# 헬름스-버턴법
헬름스-버튼법(Helms-Burton law, Public Law No. 104-114. 110 Stat. 785 (March 12, 1996)은 미국의 제시 헬름스 상원의원과 댄 버튼 하원의원이 공동으로 쿠바에 대한 경제제재를 위해 발의해 제정된 법으로, 1996년에 발효되었다.
헬름스-버튼법은 쿠바의 민주주의와 자유를 이끌어 내기 위하여 쿠바 출신 미국인들에게 그들이 과거에 소유했다가 쿠바 혁명정부에 의하여 몰수되었던 그들의 재산을 거래하는 제3국인을 대상으로 미국 연방법원에 민사소송을 제기할 수 있는 권리를 부여하고 몰수된 재산을 거래하는 제3국인 및 그 가족의 미국내 입국을 거부하도록 하고 있다. 또한 쿠바와 거래하는 외국 기업의 경영진 주주 가족들의 미국 입국 금지와 1959년 쿠바 혁명으로 쿠바에 5만 달러 이상의 재산을 억류당한 미국인이나 기업들이 쿠바에 투자한 외국 기업을 상대로 한 손해배상 소송 청구를 허용하는 내용 등을 담고 있다.
그러나 이 법은 이란과 시리아의 경제제재법인 다마토-케네디법과 함께 미국의 경제 제재를 받고 있는 나라와 상거래하는 관련국들의 주권을 침해한다는 비판을 받고 있다.

## 같이 보기
- 미국-쿠바 관계